# هیروفومی اوگاوا
هیروفومی اوگاوا (انگلیسی: Hirofumi Ogawa؛ زادهٔ ۶ مارس ۱۹۶۷) بازیکن بیس‌بال اهل ژاپن است.